# Швајг бај Нирнберг
Швајг бај Нирнберг (њем. Schwaig bei Nürnberg) општина је у њемачкој савезној држави Баварска. Једно је од 27 општинских средишта округа Нирнбергер Ланд. Према процјени из 2010. у општини је живјело 8.260 становника. Посједује регионалну шифру (AGS) 9574156.

## Географски и демографски подаци
Швајг бај Нирнберг се налази у савезној држави Баварска у округу Нирнбергер Ланд. Општина се налази на надморској висини од 307–331 метра. Површина општине износи 5,9 km². У самом мјесту је, према процјени из 2010. године, живјело 8.260 становника. Просјечна густина становништва износи 1.400 становника/km².